# Phil Woods
Pour les articles homonymes, voir Woods.
Philip Wells Woods, dit Phil Woods, né à Springfield (Massachusetts) le 2 novembre 1931 et mort le 29 septembre 2015 à Stroudsburg (Pennsylvanie), est un saxophoniste alto et clarinettiste américain de jazz.

## Biographie

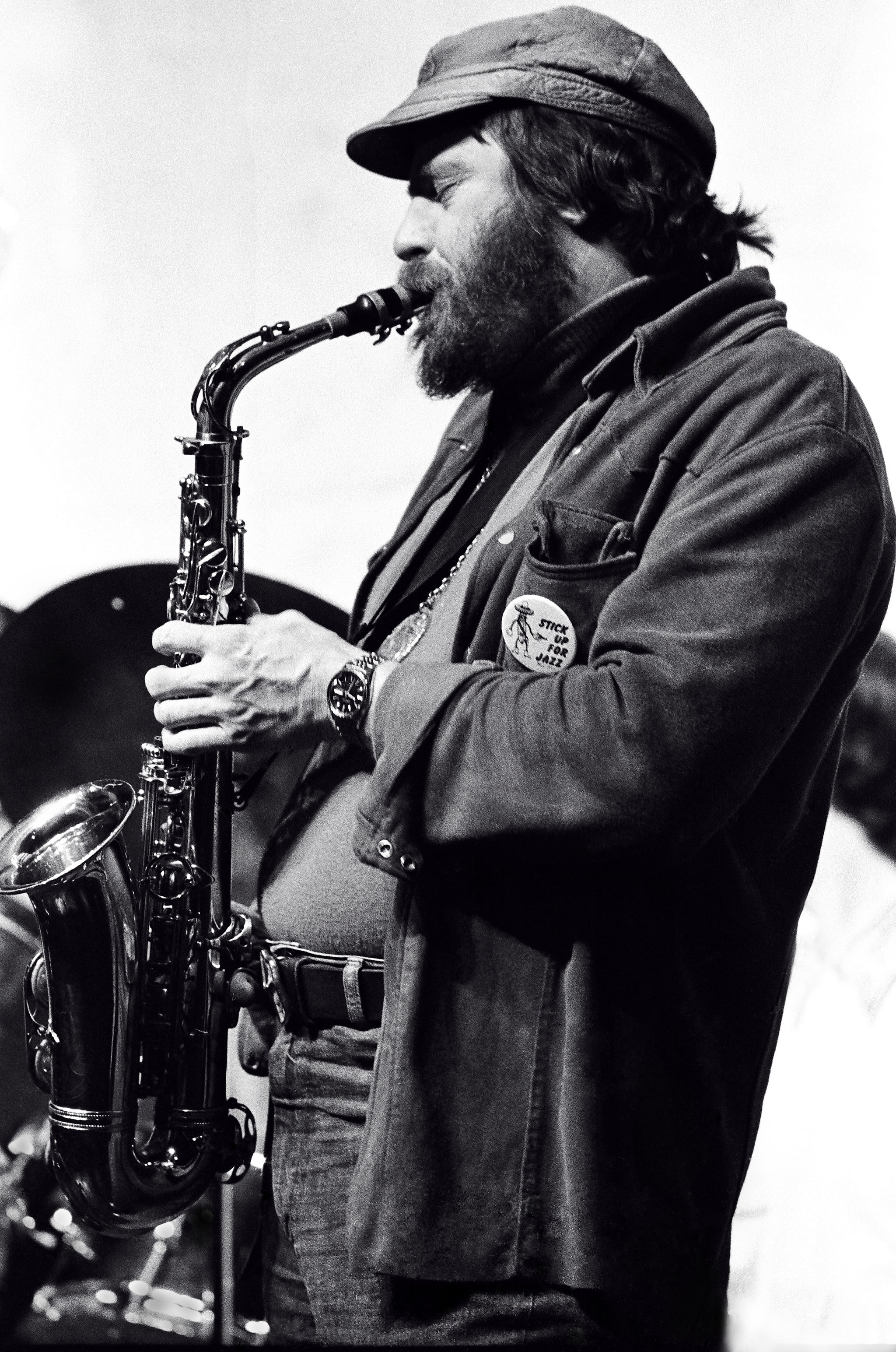
Phil Woods en 1978.

Né à Springfield, Massachusetts, Woods étudie la musique à la Manhattan School of Music et à la Juilliard School avec Lennie Tristano, qui l'influence fortement. Son ami, Joe Lopes, lui enseigne la clarinette. Bien que ne copiant pas le style de Charlie Bird Parker, il est surnommé le New Bird, surnom également donné à Sonny Stitt et Cannonball Adderley.
En 1954, Woods est engagé au ténor dans l’orchestre de Charlie Barnet avant de jouer dans le quintet de Jimmy Raney et avec George Wallington. En 1956, il participe à la tournée des Birdland All-Stars aux côtés de Conte Candoli, Kenny Dorham et Al Cohn.
Dans la décennie suivante, on le retrouve dans diverses formations et sur de nombreux enregistrements : avec Gene Quill, rencontré lors d’une jam-session, dans le quintet de Buddy Rich en 1959, en tournée dans les orchestres de Dizzy Gillespie et Quincy Jones de 1959 à 1961, dans le tentet de Thelonious Monk, avec Benny Goodman en 1962 ou encore dans le Concert Jazz Band de Gerry Mulligan.
Après s'être installé en France en 1968, Woods dirige The European Rhythm Machine, un groupe d'avant-garde jazz dans lequel on retrouve Henri Texier, Gordon Beck ou encore Daniel Humair. Il retourne aux États-Unis en 1972 et, après avoir tenté, sans succès, de monter un groupe électronique, il forme un quintet qui se produisait toujours en 2004.
Ses travaux les plus connus, en tant que sideman, sont enregistrés pour des artistes pop et rock comme son solo d'alto dans Just the way you are de Billy Joel, ou sur des albums de Steely Dan ou Paul Simon.
Phil Woods a épousé Chan Parker, la veuve de Charlie Parker.
Souffrant d'emphysème pulmonaire et placé sous oxygène depuis plusieurs années, Woods annonce arrêter sa carrière à la fin d'un concert le 4 septembre 2015. Il meurt moins d'un mois plus tard, le 29 septembre.

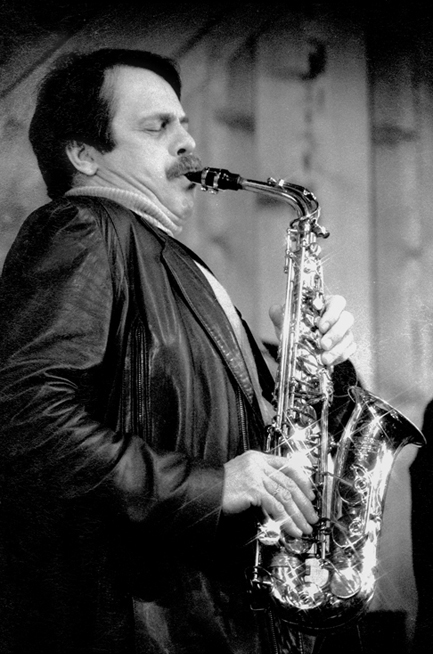
Phil Woods en 1983.

## Récompenses
Au cours de sa carrière, Woods reçoit quatre Grammy Awards pour sept nominations :
- 1975 : Images, Best Large Jazz Ensemble Performance
- 1977 : Live from the Show Boat, Best Instrumental Jazz Performance, Individual or Group
- 1982 : More Live, Best Instrumental Jazz Performance, Individual or Group
- 1983 : At the Vanguard, Best Instrumental Jazz Performance, Individual or Group

En 2007, il reçoit un prix Jazz Master du National Endowment for the Arts.

## Discographie
Enregistrements
- "Altoist" 1956/1957
- Altology - Complete Quintet And Sextet Sessions, avec Gene Quill, 1956-1957
- Yarbird suite avec Herbie Mann en leader, 1957
- Friday the 13th, avec Thelonious Monk, 1959
- Jazz Alive! A Night at the Half Note avec Al Cohn et Zoot Sims, 1959
- The Quintessence, avec le Quincy Jones Orchestra, 1961
- Rights Of Swing, 1961
- Images avec Michel Legrand, 1975

Discographie sélective (depuis 1980)
- Phil Woods Quartet - European Tour Live (1980)
- Phil Woods avec Tommy Flanagan et Red Mitchell - Three for All (1981)
- Phil Woods Quartet - Live At The Village Vanguard (1982)
- The New Phil Woods Quintet Live - Integrity (1984)
- Phil Woods & Chris Swansen - Piper At The Gates Of Down (1984)
- Phil Woods Quintet - Gratitude (1986)
- Phil Woods' Little Big Band - Evolution (1988)
- Phil Woods/Enrico Pieranunzi - Elsa (1991)
- Phil Woods Quintet - Full House (1991)
- Phil Woods/Jim McNeely "Flowers for Hodges" (1991)
- Phil Woods/Franco D’Andrea - Our Monk (1994)
- Phil Woods/Gordon Beck - The Complete Concert Live At The Wigmore Hall London (1996)
- Phil Woods - Chasin' The Bird (1997)
- Phil Woods With The Bill Charlap Trio - Voyage (2000)
- The Phil Woods Quintet - American Songbook II (2007)
- Phil Woods - The Children's Suite Inspired By The Verses Of A.A. Milne (2009)